# Ioveta de Betania
Ioveta (c. 1120 - 6 de septiembre de 1178) fue una princesa latina del cruzado Reino de Jerusalén. Su nombre aparece en varias otras formas, incluidas Joveta, Yveta, Yvette, Ivetta y Juditta. Dirigió el Convento de San Lázaro en Betania, la abadía más rica del reino, desde finales de la década de 1130 o principios de la de 1140 hasta su muerte.
Ioveta era la menor de las cuatro hijas del rey Balduino II y la reina Morfia. Después de la captura de Balduino y su liberación del cautiverio musulmán en 1124, la princesa de cuatro años fue entregada por su familia como rehén en su lugar hasta que pagó su rescate al año siguiente. A finales de la década de 1120 fue enviada a vivir al Convento de Santa Ana en Jerusalén, donde se convirtió en monja en c. 1134. Su hermana, la reina Melisenda, hizo construir una nueva abadía en Betania para que Ioveta pudiera ser abadesa. Como abadesa, Ioveta trató con otras comunidades religiosas tanto dentro como fuera del reino. Mantuvo estrechos vínculos con su familia y fue la guardiana de su sobrina nieta Sibila cuando se pensaba que la niña probablemente sucedería en el trono. A pesar de la autoridad secular y espiritual que ejerció, Ioveta sigue siendo una figura esquiva en la erudición cruzada.

## Familia y cautiverio
Ioveta era la cuarta y menor hija de Balduino II de Jerusalén y la noble armenia Morfia de Melitene. Sus hermanas mayores, Melisenda, Alicia y Hodierna, nacieron mientras su padre, un noble franco, era el conde de Edesa.  Ioveta fue su única hija «nacida vestida de púrpura», es decir, nacida después de convertirse en rey de Jerusalén en 1118. Su nombre aparece en cartas reales en varias otras formas, incluidas Joveta, Yvette, Ivetta y Juditta.

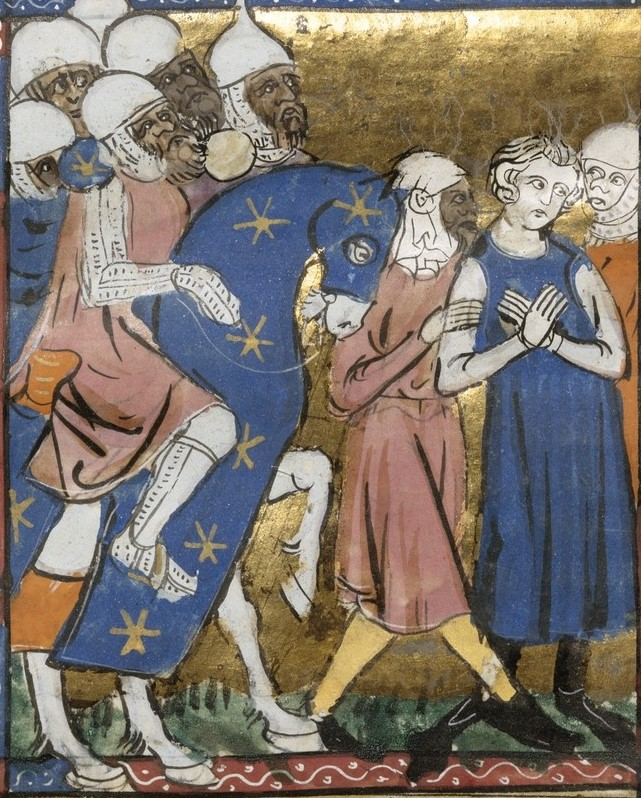
La captura del rey Balduino, representada en el

Tanto el condado de Edesa como el Reino de Jerusalén fueron estados cruzados, creados entre los principados musulmanes del Levante por nobles católicos de Europa Occidental. Mientras defendía Edesa de los ataques musulmanes, Balduino fue capturado por Belek Ghazi en 1122 y, tras la muerte de Belek, pasó a la custodia de Husam al-Din Timurtash. La reina Morfia negoció los términos de la liberación del rey. Según la costumbre musulmana, se debían proporcionar rehenes como garantía hasta que se pagara el rescate en su totalidad. Ioveta y otros diez niños de alta cuna fueron enviados a ocupar el lugar de su padre en el cautiverio musulmán. Joscelino, el hijo del conde Joscelino I de Edesa, que había sucedido a Balduino como gobernante del estado cruzado más al norte, estaba entre los niños que acompañaron a Ioveta, pero del resto no se sabe nada. Ioveta y los otros niños fueron entregados al sultán Shah ibn Radwan a mediados de 1124 en Shaizar. Allí se reunieron con el rey Balduino, quien luego fue liberado.
La decisión de la reina Morfia de incluir a su hija Ioveta entre los rehenes enviados a Timurtash sugiere que se esperaba que la joven princesa fuera bien tratada, lo cual era «una tradición establecida dentro del Islam». Sin embargo, para un niño de cuatro o cinco años, esta experiencia probablemente fue traumatizante. Una fuente, la Crónica de Ernoul del siglo XIII, cuenta que Ioveta fue abusada sexualmente por sus captores. Los cronistas contemporáneos no mencionan ningún incidente de este tipo. En la historiografía moderna, la crónica de Ernoul a menudo se ve no como una representación precisa de los acontecimientos en el Oriente latino sino como propaganda destinada a incitar a los europeos a ayudar en las cruzadas por Tierra Santa. El sultán Shah ibn Radwan, deseoso de mantener buenas relaciones con los gobernantes vecinos, liberó a Ioveta y a los demás niños cuando Balduino regresó a Shaizar con su rescate en marzo de 1125. eth wfgrt

## Juventud en Santa Ana
A finales de la década de 1120, Balduino comenzó a arreglar los matrimonios de sus hijas y a establecer la sucesión al trono. En 1126, Alicia se casó con el príncipe Bohemundo II de Antioquía, mientras que Hodierna estaba comprometida con el conde Raimundo II de Trípoli. Como el rey no tenía hijos, la hija mayor, Melisenda, fue designada para sucederlo, y se casó con Fulco de Anjou en 1129. El único hombre soltero de rango apropiado que quedaba en el Oriente latino era Joscelino de Edesa, con quien Ioveta había compartido su cautiverio, pero eran primos segundos y, por lo tanto, estaban demasiado estrechamente relacionados para casarse.

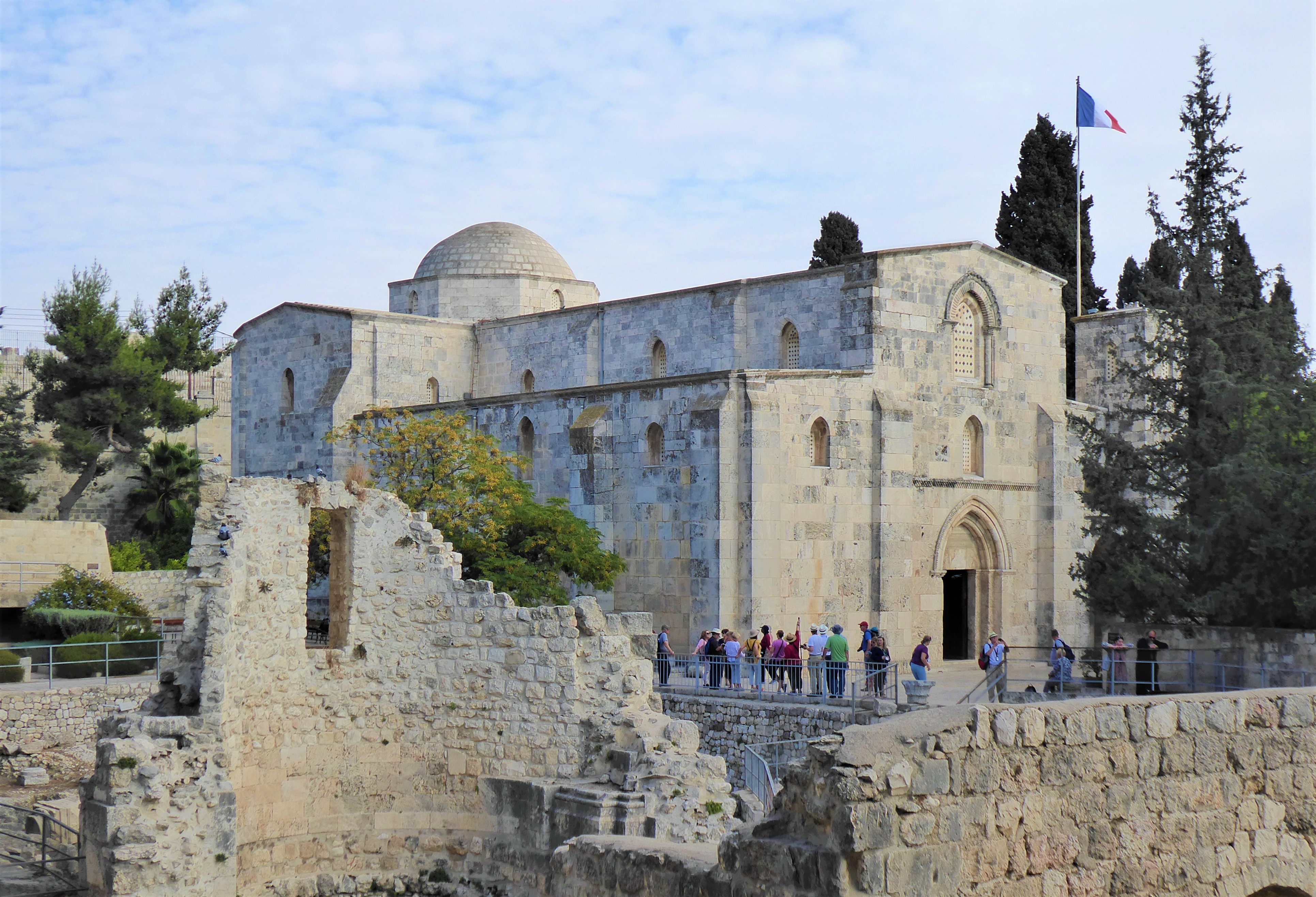
Iglesia de Santa Ana en la ciudad vieja de Jerusalén.

La madre de Ioveta, Morfia, murió poco después de 1126 o 1127. Probablemente fue en este momento que Ioveta fue confiada al cuidado de las monjas del Convento de Santa Ana en Jerusalén. Es posible que la niña haya sido enviada a Santa Ana cuando era una niña oblata. Después de alcanzar una edad adecuada en c. 1134, hizo votos y se convirtió en monja.
Los historiadores ofrecen diferentes explicaciones sobre la profesión religiosa de Ioveta. Yvonne Friedman, basándose en el relato de Ernoul, cree que los rumores de conducta sexual inapropiada durante su cautiverio hicieron que Ioveta fuera incasable a los ojos de su familia. El historiador Malcolm Barber propone que Melisenda, que había sucedido a Balduino II tras su muerte en 1131, pudo haber alentado a Ioveta a convertirse en monja por temor a que el estatus de Ioveta como nacida de la púrpura pudiera poner en peligro el derecho de Melisende al trono, pero admite que no hay manera de saber si la decisión fue de Ioveta o de Melisenda. En cualquier caso, este era un camino común para los hijos menores de padres reales y nobles; demostró la piedad de la familia y los conectó con líderes religiosos, quienes exhibieron una influencia significativa.

## Abadesa de Betania

### Construcción en Betania

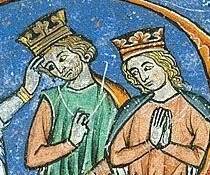
Representación del del rey Fulco y la reina Melisenda, quienes establecieron la abadía de Ioveta.

La hermana de Ioveta, la reina Melisenda, no estaba contenta con que Ioveta fuera una simple monja; según lo informado por el cronista contemporáneo Guillermo de Tiro, pensaba que era «indecoroso que la hija de un rey estuviera sujeta a otra madre en el claustro, al igual que una persona común». La reina y su marido, el rey Fulco, persuadieron al patriarca latino de Jerusalén y a los canónigos de la iglesia del Santo Sepulcro para que cedieran una iglesia y un terreno en Betania, cerca de Jerusalén, en 1138. Allí se erigió el Convento de San Lázaro durante los seis años siguientes.
Melisenda dotó generosamente a Betania con propiedades, oro, plata, piedras preciosas y seda, haciéndola más rica que cualquier otro monasterio o iglesia del reino. Ioveta se unió rápidamente a la nueva comunidad. Debido a que Ioveta tenía sólo 18 años en 1138, Melisende nombró a una anciana abadesa, Matilda, con la intención de que Ioveta la sucediera. Para 1144, Matilde había muerto e Ioveta se había convertido en abadesa de una de las abadías más importantes del reino.

### Período como abadesa

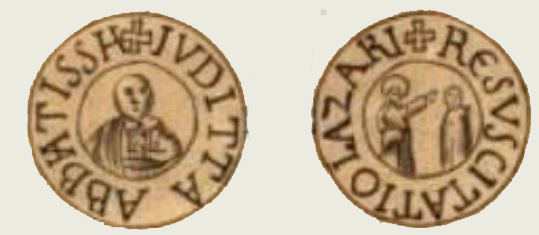
Reproducción (por) del sello de «Ivditta abbatissa», representado en el anverso velado y sosteniendo un libro con una cruz; en el reverso, la resurrección de Lázaro.

Como abadesa, Ioveta disfrutó de más independencia que sus hermanas casadas; aunque reina, princesa y condesa respectivamente, Melisenda, Alicia y Hodierna estaban constreñidas por su padre, maridos e hijos. Ioveta realizó transacciones con otras comunidades religiosas, como Santa Ana, Santa María la Mayor y Santa María del Valle de Josafat, así como con los Caballeros Hospitalarios. También mantuvo contacto con comunidades religiosas extranjeras, enviando un trozo de la Vera Cruz a la Abadía de Fontevrault en Francia. La autoridad que ejercía era de naturaleza tanto espiritual como secular, e Ioveta fue una de las pocas mujeres del siglo XII (especialmente en Oriente) que utilizó su propio sello; su única contemporánea que lo hizo fue su hermana la reina. Aún más raramente se representaba a las mujeres con libros en sus sellos, como lo hizo Ioveta, presumiblemente para enfatizar su piedad y erudición.
Melisenda reinó junto con su hijo, Balduino III, desde la muerte de Fulco en 1143 hasta que Balduino la depuso en 1153. Luego se trasladó a su feudo de Nablus, permaneciendo cerca de Betania e Ioveta, pero siguió siendo una participante activa e influyente en los asuntos estatales. Como reflejo de la opinión de Melisenda sobre la posición de Ioveta, la abadía de Ioveta aceptó exclusivamente mujeres nobles, pero como había pocas candidatas de este tipo en el Oriente latino, los peregrinos de Europa a menudo complementaban su número. La más famosa de ellas fue la hijastra de Melisenda, la condesa Sibila de Flandes, que llegó en 1157. A pesar de ser su tía madrastra, Ioveta tenía una edad cercana a la de Sibylla. Mientras su marido, Teodorico, ayudaba a Balduino contra los musulmanes, Sibila permaneció en Betania y se encariñó tanto con Ioveta, la abadía y la tierra que decidió quedarse en contra de los deseos de su marido. Ese mismo año murió el patriarca Fulco. La condesa Sibila y una de las tías del rey Balduino III, ya sea la condesa Hodierna o la abadesa Ioveta, intervinieron para asegurar el nombramiento de Amalarico de Nesle para el puesto vacante.

### Relaciones con su familia
A finales de 1160 o principios de 1161, la reina Melisenda enfermó, probablemente debido a un derrame cerebral. Sufrió pérdida de memoria y ya no pudo participar en la administración del reino. Hodierna e Ioveta la cuidaron durante varios meses hasta que murió el 11 de septiembre de 1161. El historiador Hans Eberhard Mayer cree que Ioveta estaba resentida con Melisenda por comprometerla a una vida de monasterio, citando que Ioveta no solicitó oraciones por Melisenda a las monjas de Fontevrault, un argumento rechazado por la historiadora Erin Jordan. Más muertes, de las condesas Hodierna y Sibila en c. 1164 y 1165 respectivamente, dejaron a la abadesa como miembro de mayor rango de la familia real.
El 10 de febrero de 1163, el rey Balduino III también murió, y lo sucedió un sobrino más joven de Ioveta, Amalarico. El rey Amalarico se vio obligado a separarse de su esposa, Inés de Courtenay, quien pronto se volvió a casar; poco después envió a su hija, Sibila, a Betania para que Ioveta la criara. Sibilla se quedó con su tía abuela durante unos diez años, en espera de casarse. Dado que Sibila era entonces la segunda en la línea de sucesión al trono, después del hijo del rey, Balduino, Jordan concluye que la familia real continuó teniendo a Ioveta en alta estima incluso después de la muerte de Melisenda. Balduino IV se convirtió en rey tras la muerte de Amalarico en 1174, pero debido a que tenía lepra, se esperaba que Sibila lo sucediera. Como tutora de Sibila, Ioveta ocupó una posición con potencial para una autoridad significativa hasta que Sibila dejó Betania para casarse con Guillermo de Montferrato en 1176.

## Muerte y legado
La abadesa Ioveta murió el 6 de septiembre de 1178  y fue sucedida por la abadesa Eva. Es posible que Ioveta haya sido enterrada en Betania, pero la abadía fue destruida poco después de la conquista de Jerusalén por Saladino y ofrece pocas pistas arqueológicas sobre entierros; el otro posible lugar de descanso es Josafat, donde fueron enterradas las reinas Morfia y Melisende y otras mujeres de la familia real.
A pesar de su importancia, las cuatro hijas de Balduino II siguen siendo poco estudiadas en la erudición cruzada, sobre todo Ioveta. Se le da mucha importancia al relato de Ernoul sobre el supuesto abuso sexual durante su tiempo como rehén. Normalmente se la menciona sólo de pasada y tradicionalmente se la describe como una monja reacia, sin poder ni mucho contacto con su familia. La historiadora Erin Jordan se opone a tal representación y enfatiza la agencia y la influencia de Ioveta.